# O Elvas CAD
Der O Elvas Clube Alentejano de Desportos ist ein portugiesischer Fußballverein aus Elvas.

## Geschichte
Der Klub entstand 1947 aus dem Zusammenschluss von Sport Lisboa e Elvas und Sporting Clube Elvense. Die Vereine waren ursprünglich mit Benfica Lissabon respektive Sporting Lissabon assoziiert, hatten sich aber in den 1940er Jahren sukzessive gelöst und erlebten in der Folge finanzielle Probleme, so dass sie nur gemeinsam einen schlagkräftigen Verein im Osten Portalegres aufbauen konnten. Sport Lisboa e Elvas war 1945 in die Primeira Divisão aufgestiegen, der neue Klub übernahm daher den Startplatz in der höchsten Spielklasse. Am Ende der Spielzeit 1949/50 stieg die Mannschaft in die Segunda Divisão ab und rutschte kurze Zeit später in die Terceira Divisão ab.
1981 stieg O Elvas CAD in die Segunda Divisão auf, in der Spielzeit 1984/85 verpasste die Mannschaft als Tabellendritter mit drei Punkten Rückstand auf Staffelsieger SC Covilhã den Wiederaufstieg. In der folgenden Spielzeit distanzierte der Klub als Tabellenerster RD Águeda um einen Punkt und wurde in der Erstliga-Spielzeit 1986/87 mit nur drei Saisonsiegen abgeschlagen Tabellenletzter. Der Klub profitierte jedoch von einer Erweiterung der Meisterschaft auf 20 Erstligaklubs, verpasste aber in der Spielzeit 1987/88 den Klassenerhalt. Anschließend spielte die Mannschaft um den Wiederaufstieg und qualifizierte sich 1990 für die neu eingeführte eingleisige Segunda Divisão de Honra. In der Spielzeit 1990/91 verpasste der Klub punktgleich aufgrund der schlechteren Tordifferenz gegenüber Louletano DC dort jedoch den Klassenerhalt.
Ab Ende der 1990er Jahre spielte O Elvas CAD in der nun viertklassigen Terceira Divisão, später stieg der Klub in den regionalen Ligabereich ab. Nach dem Wiederaufstieg gelang 2013 die Rückkehr in die nun als Campeonato Nacional de Seniores bezeichnete dritthöchste Spielklasse auf, hier konnte sich der Verein jedoch nicht längerfristig halten. Später schwankte er zwischen den Spielklassen.